# Ptice

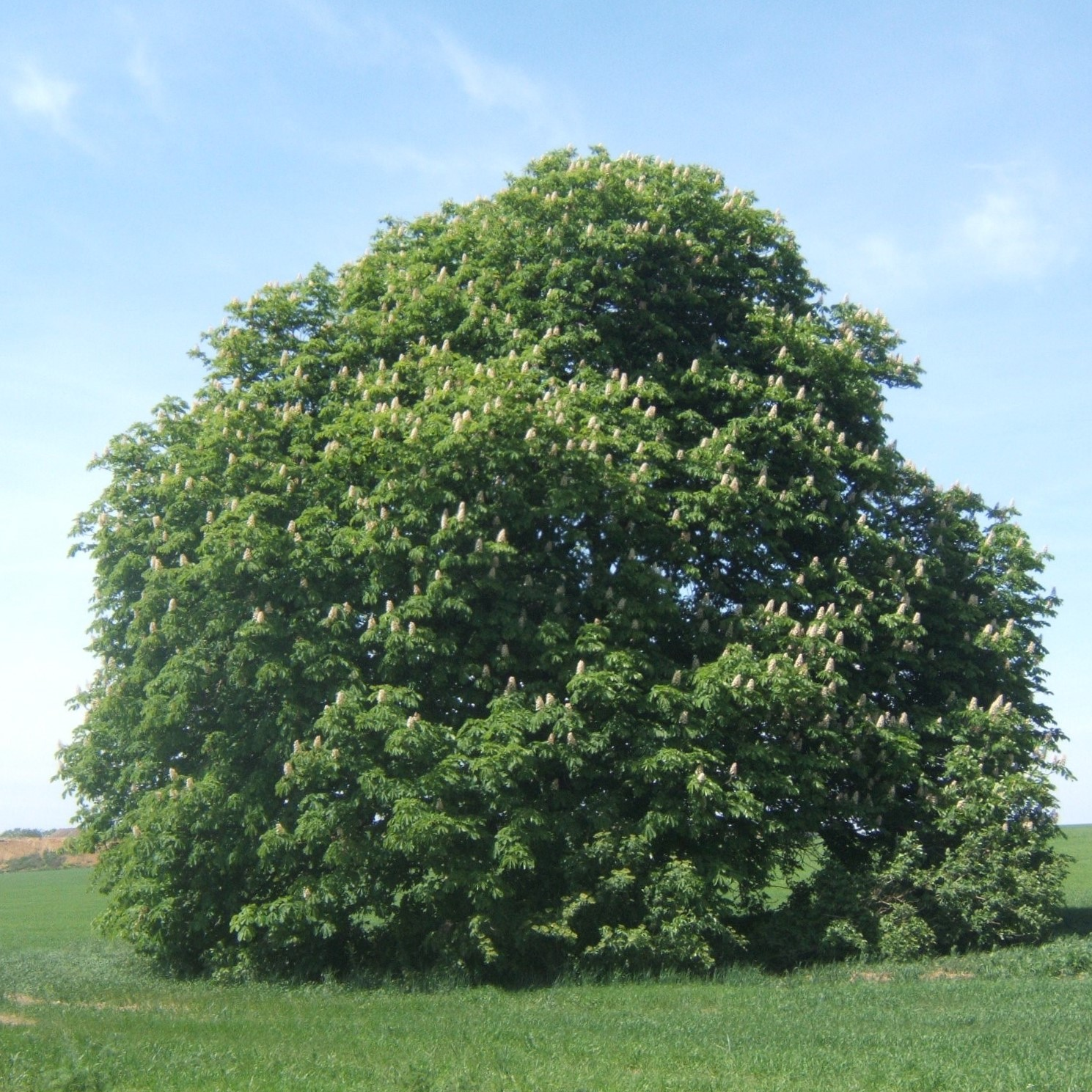
Jírovec maďal u Ptic

Obec Ptice se nachází v okrese Praha-západ, kraj Středočeský, asi 22 km západně od centra Prahy a 5 km severozápadně od Rudné. Žije zde přibližně 1 000 obyvatel.

## Název
Jméno obce je odvozeno od chorvatského „ptica“ nebo slovinského „ptič“, což oboje znamená pták. I krajina napovídá, že se zde lidé živili ptáčnictvím. Jméno Ptice se používá v množném čísle. To má také svůj historický důvod. Od roku 1328 měla obec dvě části: Horní Ptice a Dolní Ptice. Po sjednocení tak vznikl název Ptice.

## Historie

### Horní a Dolní Ptice
Tyto dvě obce vznikly roku 1328, když je sakrista kostela sv. Víta rozdělil mezi dva oltářníky. Každému připadla polovina, díky tomu se v Pticích nacházejí dvě zvoničky, dva rybníky i dva obchody. Jak se obce rozrůstaly, postupně se propojovaly, až v roce 1950 splynuly v jednu.
V letech 1850–1899 k obci patřil Libečov.

### Územněsprávní začlenění
Dějiny územněsprávního začleňování zahrnují období od roku 1850 do současnosti. V chronologickém přehledu je uvedena územně administrativní příslušnost obce v roce, kdy ke změně došlo:
- 1850 země česká, kraj Praha, politický okres Smíchov, soudní okres Unhošť[7]
- 1855 země česká, kraj Praha, soudní okres Unhošť
- 1868 země česká, politický okres Smíchov, soudní okres Unhošť
- 1893 země česká, politický okres Kladno, soudní okres Unhošť[8]
- 1939 země česká, Oberlandrat Kladno, politický okres Kladno, soudní okres Unhošť[9]
- 1942 země česká, Oberlandrat Praha, politický okres Kladno, soudní okres Unhošť[10]
- 1945 země česká, správní okres Kladno, soudní okres Unhošť[11]
- 1949 Pražský kraj, okres Praha-západ[12]
- 1960 Středočeský kraj, okres Kladno
- 1974 Středočeský kraj, okres Praha-západ[13]
- 2003 Středočeský kraj, obec s rozšířenou působností Černošice

Původně obec Horní Ptice patřila pod Unhošť, proto se také v Unhošti nacházel jak berní úřad, tak i důchodková kontrola. Škola v Pticích nebyla a není ani do dneška. Do obecné školy chodily děti do Úhonic a do měšťanské školy v Unhošti. Také do kostela museli občané s katolickým vyznáním chodit do Úhonic. Poštovní úřad se nachází také v Úhonicích, ale než tam byl zřízen, patřily Ptice poštou do Unhoště. A stejně jako všechny instituce či stavby, tak se i hřbitov nachází v Úhonicích

### Starší historie
První zmínka o Ptici je z roku 1328, kdy Ptice byly majetkem Vlka, sakristy kostela sv. Víta v Praze. Roku 1411 "Ptíč" náležela oltáři sv. Ducha v kostele sv. Víta v Praze. Další zmínka je z roku 1434, kdy podle zápisu Jana ze Svárova vlastnil Bohuněk ze Ptic Horní Ptice a Petr ze Ptic Dolní Ptice. Oba bratři nejspíše zmizeli v husitských válkách a Ptice tak v roce 1437 přešly na krále Zikmunda, který je téhož roku zapsal Bohuňkovi z Olbramovic. Dne 25. října1462 přešly Ptice do vlastnictví pražské kapituly tak, že je Markéta z Drnova (vdova po Bohuňkovi) a její syn Jan z Újezda postoupili „dobrou vůlí“. Kapitula vládla tímto statkem až do začátku třicetileté války, kdy „odbojní stavové sáhli na církevní statky“.
V roce 1619 byly Ptice prodány Tiburci Čejkovi z Olbramovic za cenu 1751 kop míš. Po bitvě na Bílé Hoře však byly veškeré smlouvy s odbojnými stavy prohlášeny za neplatné a Ptice byly navráceny zpět kapitule, které zůstaly až do roku 1713. Poté Ptice koupila 2. března Anna Barbora Karvinská se svým manželem Janem Josefem Karvinským z Karvin a na Hořelicích za 125 000 zl. Po jejich smrti připadly Ptice jejich synům Janu Petrovi a Václavu Vojtěchovi. V roce 1730 bratři prodali celý statek (kromě Ptic i Hořelice, Kozolupy a Nenačovice) dne 14. března Karlovi Jách. Bredovi. Ten v roce 1732 prodal celé své tachlovické panství včetně Ptic Anně Marii velkovévodkyni Toskánské za 954 166 zl. Po ní zdědila panství roku 1741 její dcera Marie Anna Karolina, vévodkyně bavorská.
Ani ne po roce již Ptice patřily mezi soukromé jmění císaře Ferdinanda V., po jeho smrti Františku Josefovi I. a po něm Karlu I. Až po převratu připadly do vlastnictví Československé republiky.

### První světová válka
Do války bylo povoláno 50 mužů z Pticů. Navíc místní museli odvádět koně, celkem jich odvedli 15. Během války přicházeli do obce uprchlíci z Tyrol, kteří se však neusadili. Poslední z nich odjeli v lednu 1919.

### První republika
V roce 1918 se v obci se rozmohla epidemická nemoc, která se rozšířila ze Španělska po Evropě, nazývaná španělská chřipka. V roce 1919 (15. června) se uskutečnily volby do obecního zastupitelstva, starostou byl zvolen Antonín Mráz. Dne 3. ledna 1920 vypukla v celém bývalém tachlovickém panství stávka zemědělského dělnictva. Ukončena byla už 5. února, aniž stávkující dosáhli nějakých výhod. V následujících volbách do Poslanecké sněmovny zde získala 85 hlasů strana republikánská, 147 sociálně demokratická, 34 čeští socialisté, 19 národní demokracie a 3 živnostníci.[zdroj⁠?!] V roce 1923 (16. září) se konaly další volby do obecního zastupitelstva a starostou byl zvolen František Švejda, domkář. O dva roky později v celostátních volbách zde uspěli i komunisté, v Pticích získali druhý nejvyšší počet hlasů (po republikánech); do Poslanecké sněmovny získali 72 z 284 a do Senátu 63 z 246.
Během roku 1926 byla dokončena elektrifikace obce, která byla zapnuta dne 17. března, připojeno na "primerní vedení svazu elektrárenského středočeských okresů v Praze".[zdroj⁠?!] Začátkem roku 1927 se opět rozmáhala chřipka, kterou postupně protrpěli všichni obyvatelé, dokonce musela být přerušena výuka ve škole na doporučení obvodního lékaře. 16. října se konaly další volby do obecního zastupitelstva, starostou byl zvolen František Švejda, truhlář. Od 1. října začaly projíždět obcí denně autobusy, jeden z Kladna přes Unhošť do Hořelice a Berouna i zpět (třikrát denně), druhý jezdí z Kladna přes Hořelice na Dušníky do Prahy a zpět dvakrát denně.[zdroj⁠?!]
V pátek dne 9. srpna 1929 v půl sedmé ráno vypukl požár v kolně Antonína Hettnera, čp. 39, oheň se rychle rozšířil na obytné stavení, stáje a stodolu jeho sousedů, hasičské sbory přijely z Horních Pticů, Úhonic, Červeného Újezda, Drahelčic, Hořelic a Nučic, oheň se podařilo lokalizovat. 27. října se konaly volby do Poslanecké sněmovny a do Senátu. Nejvíce hlasů od obyvatelů Ptic získali republikáni. Zemský úřad v Praze povolil rozdělení místní obce Chýňavy ve dvě – Chyňava a Podkozí, které připadly pod Ptice.
Od 15. května 1930 projížděl obcí autobus československých státních drah (Kladno – Unhošť – Hořelice – Praha a zpět) třikrát denně, v sobotu a v neděli čtyřikrát.[zdroj⁠?!] O rok později autobus změnil trasu (nejel přes Hořelice, nýbrž v Úhonicích odbočoval na Chýň a Sobín). Starostou se stal František Švejda (27. října). V roce 1932 zemřel dlouholetý obecní starosta František Švejda – člen místní školní rady, za jeho starostování byla v obci provedena elektroinstalace, úprava silnic a kanalizace podél okresní silnice. Starostou byl zvolen Jaroslav Špaček, rolník. V obci Horní Ptice byly v tomto roce evidovány tyto živnosti a obchody: nákladní autodoprava, výroba cementového zboží, cihelna, 2 obchodníci s dobytkem, holič, 4 hostince, obchodník s koňmi,kovář, 2 krejčí, 2 půjčovny mlátiček, 2 mlýny, 2 obuvníci, pekař, pila, 3 pokrývači, řezník, 3 obchody se smíšeným zbožím, 2 trafiky.
V neděli 4. června 1933 odpoledne byl odhalen na nové návsi památník padlým ve světové válce 1914–1918. Jedná se o žulový balvan 4 m vysoký a 2 m široký. Vztyčen na betonový základ lemovaný okrasnými stromy.[zdroj⁠?!] A 1. května 1935 se konala slavnost sázení Švehlovy lípy přičiněním Republikánské strany. Slavnost byla zahájena průvodem, který končil před památníkem padlých, kde o proslovu starosty obce byla zasazena lípa na paměť Antonína Švehly.[zdroj⁠?!]

## Obyvatelstvo
|      | Horní Ptice | Horní Ptice | Dolní Ptice | Dolní Ptice | Celkem     | Celkem   |
|      | Počet domů  | Obyvatel    | Počet domů  | Obyvatel    | Počet domů | Obyvatel |
| 1843 | 36          | 269         | 24          | 148         | 60         | 417      |
| 1857 | 37          | 242         | 25          | 170         | 62         | 412      |
| 1870 | 38          | 273         | 26          | 187         | 64         | 460      |
| 1880 | 43          | 304         | 28          | 198         | 71         | 502      |
| 1890 | 42          | 313         | 29          | 195         | 71         | 508      |
| 1900 | 49          | 349         | 30          | 196         | 79         | 545      |
| 1921 | 64          | 384         | 33          | 184         | 97         | 568      |
| 1930 |             |             |             |             | 133        | 494      |

## Pamětihodnosti
Venkovská usedlost na návsi

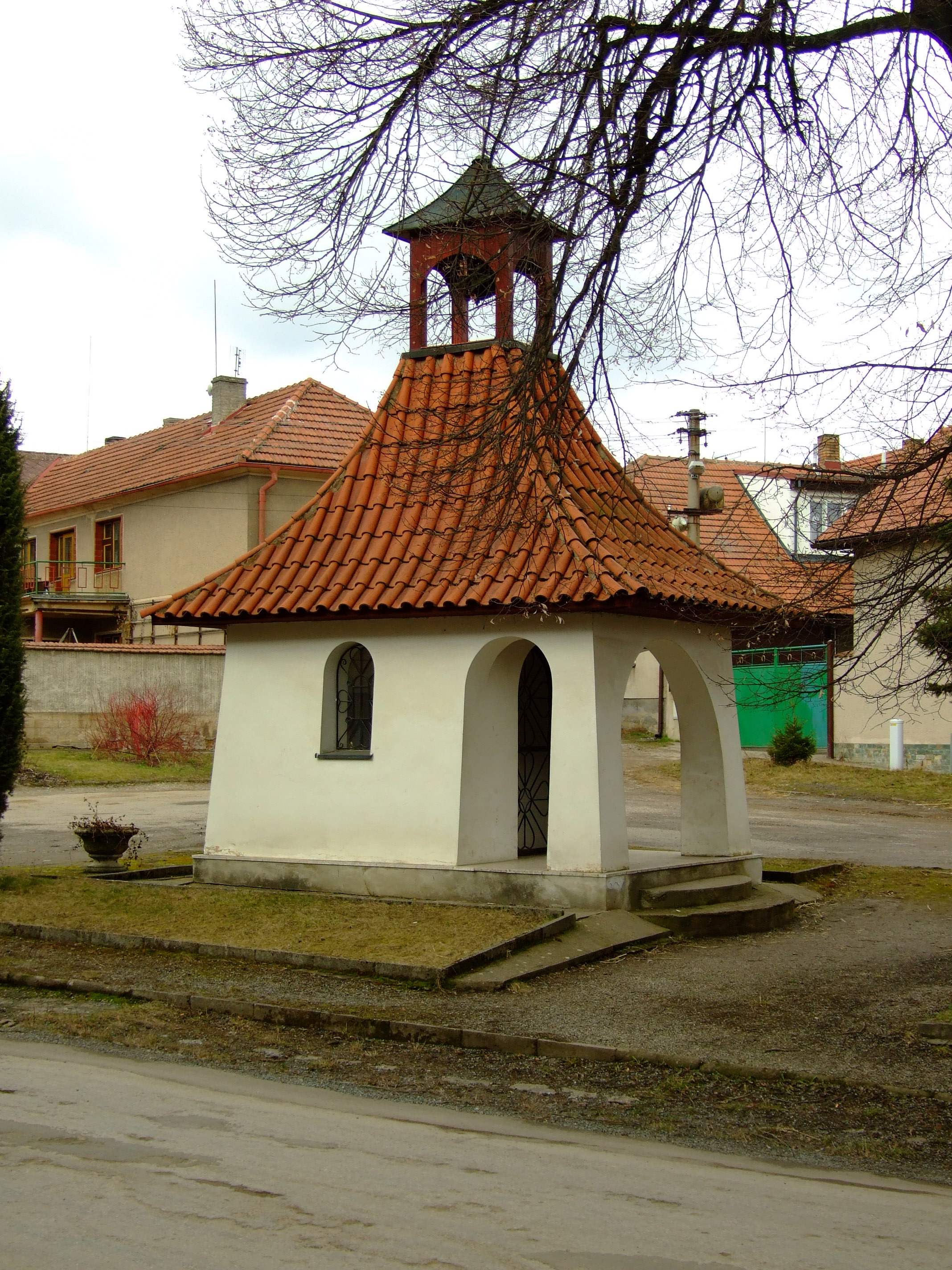
Kaplička na ptické návsi v západní části vesnice – Horních Pticích

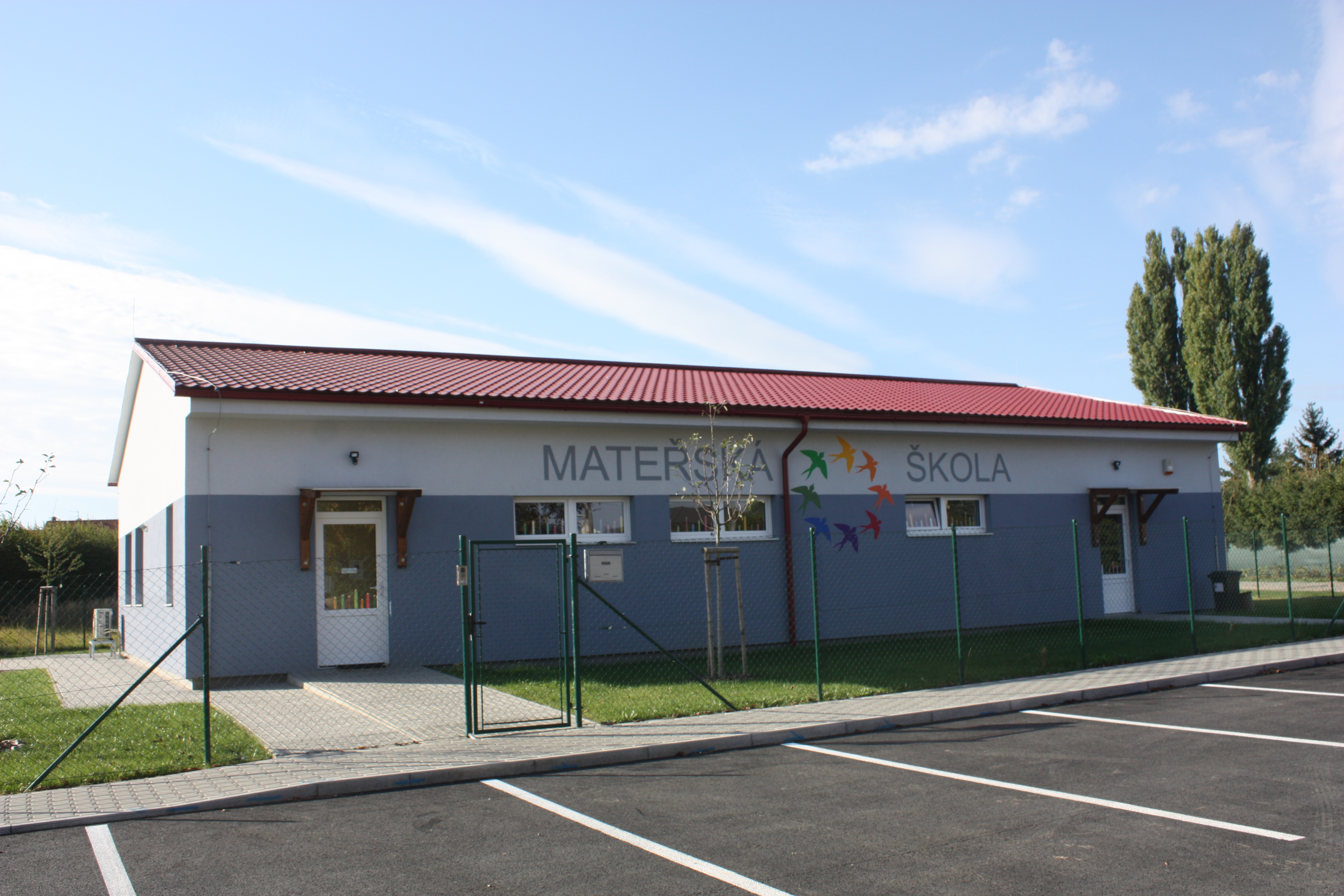
Mateřská škola Ptice

- Památná lípa u kapličky ve východní části vesnice – Dolních Pticích
- Svárovská lípa – 30 metrů vysoká lípa malolistá na kraji lesa necelé západně od vsi

## Partnerské obce
Dne 28. června 2008 byla podepsána dohoda o partnerství mezi Svazem obcí Valle di Ledro (sestávajícím z obcí: Molina di Ledro, Pieve di Ledro, Bezzecca, Concei, Tiarno di Sotto a Tiarno di Sopra; od roku 2010 jsou sloučeny do jedné obce s názvem Ledro) na straně jedné a osmi českými městy a obcemi (Příbram, Všeň, Milín, Buštěhrad, Nový Knín, Ptice, Chyňava, Doksy) na straně druhé.

## Doprava

### Dopravní síť
Obcí vede silnice II/101 v úseku Kladno - Unhošť - Ptice - Rudná - Radotín. Avšak v původní Horní Ptici se rozdvojuje. Větev vystavěná roku 1913, vede přes Červený Újezd k Unhošti, kde se zase připojí na silnici vedoucí přes Svárov. Od Dolních Ptic vede spojovací silnice na silnici Úhonice – Hájek.

### Autobusová doprava
V roce 2011 v obci měly zastávky autobusové linky 307 Praha Zličín - Unhošť (denně mnoho spojů) a A27 Kladno - Unhošť - Rudná (v pracovních dnech 3 spoje).

### Železnice
Železniční trať ani stanice na území obce nejsou.

## Mateřská škola Ptice
V roce 2015 obec postavila mateřskou školu. MŠ se nachází ve střední části obce, kapacita MŠ je 28 dětí.